# دالاس غرين (لاعب كرة قاعدة)
دالاس غرين (بالإنجليزية: Dallas Green)‏ هو لاعب كرة قاعدة أمريكي، ولد في 4 أغسطس 1934 في نيوبورت في الولايات المتحدة، وتوفي في 22 مارس 2017 في فيلادلفيا في الولايات المتحدة بسبب ذات الرئة.

## وصلات خارجية
- دالاس غرين على موقع دوري كرة القاعدة الرئيسي (الإنجليزية)
- دالاس غرين على موقعبيزبول رفرنس.كوم (الدوري الرئيسي) (الإنجليزية)
- دالاس غرين على موقعبيزبول رفرنس.كوم (الدوري الثانوي) (الإنجليزية)
- دالاس غرين على موقع إي إس بي إن.كوم (أم.أل.بي) (الإنجليزية)
- دالاس غرين على موقع مشجعي الرسوم البيانية (الإنجليزية)